# Tripping the Rift
Tripping the Rift è una serie televisiva animata statunitense-canadese del 2004, creata da Chris Moeller e Chuck Austen e prodotta da CinéGroupe.
La serie è basata su due cortometraggi animati pubblicati da Moeller e Austen su internet. Dopo la cancellazione da parte della rete via cavo Sci Fi, CineGroupe ha continuato a produrre la serie per altre emittenti nordamericane e internazionali.
La serie è stata trasmessa negli Stati Uniti su Sci Fi e in Canada su Space e Teletoon dal 4 marzo 2004 al 13 dicembre 2007, per un totale di 39 episodi ripartiti su tre stagioni. In Italia la serie è stata trasmessa su Fox e Steel dal 9 settembre 2004.

## Trama
La serie segue un gruppo di fuorilegge che, guidati da Chode a bordo dell'astronave Jupiter 42, compiono lavori occasionali con il solo scopo di auto-arricchirsi rapidamente.

## Episodi
| Stagione         | Episodi | Prima TV originale | Prima TV Italia |
| ---------------- | ------- | ------------------ | --------------- |
| Prima stagione   | 13      | 2004               | 2004            |
| Seconda stagione | 13      | 2005               | 2008            |
| Terza stagione   | 13      | 2007               | 2008            |

## Personaggi e doppiatori

### Personaggi principali
- Chode McBlob (stagioni 1-3), voce originale di Stephen Root, italiana di Michele Di Mauro (st. 1) e Mario Zucca (st. 2-3).
- Six (stagioni 1-3), voce originale di Jenna von Oÿ (ep. pilota), Terry Farrell (ep. pilota)  Gina Gershon (st. 1), Carmen Electra (st. 2) e Jenny McCarthy (st. 3), italiana di Olivia Manescalchi (st. 1) e Lorella De Luca (st. 2-3).
- T'Nuk Layor (stagioni 1-3), voce originale di Eliza Schneider, italiana di Cristina Giolitti (st. 1) e Patrizia Scianca (st. 2-3).
- Whip (stagioni 1-3), voce originale di Rick Gomez, italiana di Claudio Moneta.
- Gus (stagioni 1-3), voce originale di Danny Cooksey (ep. pilota) e Maurice LaMarche (st. 1-3), italiana di Oliviero Corbetta (st. 1) e Mario Scarabelli (st. 2-3).
- Spaceship Bob (stagioni 1-3), voce originale di John Melendez, italiana di Marcello Cortese (st. 2-3).
- Darph Bobo (stagioni 1-3), voce originale di Carlos Alazraqui (ep. pilota) e Paul Reubens (st. 1-3), italiana di Luca Sandri (st. 2-3).
- Bernice Bobo, voce italiana di Monica Pariante.